# Larbi Hazam
Larbi Hazam est un footballeur marocain né le 19 mars 1952 à Kénitra (Maroc) évoluant au poste d'ailier. Il a joué principalement à Valenciennes.

## Carrière de joueur
- avant 1975: KAC de Kénitra
- 1975-1979: US Valenciennes-Anzin
- 1979-1980: KSC Hasselt
- 1980-1982: Berchem Sport
- 1982-1983: CS Thonon
- 1983-1984: Stade français
- 1986-1987: FC Perpignan

## Sélections en équipe nationale
| Caps | Date       | Match                | Lieu       | Score | Compétition    |
| 1    | 10/04/1983 | Maroc - Mali         | Casablanca | 4 - 0 | Elim. CAN 1984 |
| 2    | 04/02/1984 | Maroc - Bulgarie     | Casablanca | 1 - 1 | Amical         |
| X    | 11/02/1984 | Nigeria - Maroc      | Nigeria    | 0 - 0 | Elim. JO 1984  |
| 3    | 30/06/1984 | Sierra Leone - Maroc | Freetown   | 0 - 1 | Elim. CM 1986  |
| ---- | ---------- | -------------------- | ---------- | ----- | -------------- |

## Palmarès
- International marocain